# クオリカ
クオリカ株式会社（QUALICA Inc.）は、日本のシステムインテグレータ。1982年、小松製作所の全額出資により設立され、2008年にITホールディングスグループ（現・TISインテックグループ）の一員となった。

## 沿革
- 1982年（昭和57年）11月 - 小松製作所の全額出資により、小松ソフトウェア開発株式会社として設立。ハード（IBM特約店）販売開始。
- 1986年（昭和61年）6月 - 鋳造方案CAEソフト「SOLDIA（現・JSCAST）」販売開始。
- 1987年（昭和62年）12月 - 流通業分野へ参入。
- 1988年（昭和63年）12月 - 通産省（現・経済産業省）システムインテグレータ認定。
- 1991年（平成3年）
  - 3月  - 外食産業向けパッケージソフト「Tastyシリーズ」販売開始。
  - 4月  - データセンター（現・QDC）のオペレーション開始。
- 1992年（平成4年）4月  - コマツソフト株式会社に社名変更。
- 1997年（平成9年）12月 - テキストマイニング「Vextシリーズ」販売開始。
- 2000年（平成12年）4月  - 全株式の65%を株式会社東洋情報システム（のちのTIS）へ譲渡。資本構成は東洋情報システム65％：コマツ35%。
- 2001年（平成13年）
  - 2月 - ISO 9001認証取得。
  - 11月 - シンガポールに子会社「TKSoft Singapore Pte. Ltd.」を設立。
- 2002年（平成14年）10月 - 資本構成がTIS80%、コマツ20%に変更される。日本情報処理開発協会よりプライバシーマークの付与認定を受ける。
- 2003年（平成15年）2月  - 社名をクオリカ株式会社（QUALICA Inc.）に変更。本社を東京都江東区東陽に移転。
- 2005年（平成17年）
  - 9月  - 鋳造シミュレーション分野で大連理工大学と提携し、中国に進出。
  - 10月 - 小売専門店向けソリューション｢SpecialtyQube｣の販売を開始。
- 2006年（平成18年）9月 - タッチパネル情報端末「WebLight」事業をコマツより譲受。
- 2007年（平成19年）
  - 3月 - 経済産業省特定システムオペレーション認定。
  - 6月 - 中国・上海市に子会社「高律科（上海）信息系統有限公司」を設立。
- 2008年（平成20年）4月 - TISとインテックホールディングスの経営統合により、ITホールディングスグループ入り。資本構成はITホールディングス80%、コマツ20%。
- 2010年（平成22年）
  - 7月 - クラウド対応生産管理システム「AToMsQube」販売開始。
  - 8月 - エンタープライズ向けIaaS「Qcloud」販売開始。
- 2011年（平成23年）
  - 4月 -「高律科（上海）信息系統有限公司」事業体制を強化し本格スタート。クラウド対応予防保全支援システム「CareQube」の販売を開始。
  - 12月 - 本社を新宿区西新宿に移転。
- 2013年（平成25年）
  - 4月 - 子会社TKSoft Singapore Pte. Ltd.をQualica Asia Pacific Pte. Ltd.に社名変更。
  - 7月 - サプライチェーンリスク管理システム「SCRMQube」販売開始。
  - 10月 - ユニバーサルソリューションシステムズより外食産業向け事業の一部を譲受[1]。
- 2014年（平成26年）
  - 3月 - コマツNTC子会社の情報ネットワーク事業の一部を譲受し、富山事業所を開設。
  - 4月  - ドキュメントソリューション「CSS-Net」事業の一部をコマツより譲受。
  - 10月 - TISファーストマネージから組込事業を譲受[2]。
- 2016年（平成28年）7月 - 親会社のITホールディングス株式会社がTIS株式会社を吸収合併し、TIS株式会社に商号変更。
- 2017年（平成29年）12月 - オリンパスシステムズよりユーバス事業（アパレル事業）の一部を譲受[3]
- 2019年（令和元年）4月 - データトロンの吸収分割で全事業を譲受[4]
- 2020年（令和2年）1月 - タイ・バンコクに子会社「QUALICA（Thailand）Co., Ltd.」を設立。

## 事業所
- 西新宿（本社）- 東京都新宿区西新宿8-17-1　住友不動産新宿グランドタワー23F
- 堂島 - 大阪府大阪市北区堂島浜1-2-1　新ダイビル
- 枚方 - 大阪府枚方市上野3-1-1　コマツ大阪工場内
- 小山 - 栃木県小山市横倉新田400　コマツ小山工場内
- 平塚 - 神奈川県平塚市宮の前1-7　平塚宮の前ビル4F
- 粟津 - 石川県小松市符津町ツ23　コマツ粟津工場内　合同事務所3F
- 金沢 - 石川県金沢市大野町新町1-1　コマツ金沢工場内　総合事務所3F
- 砺波 - 富山県砺波市太郎丸1-4-26　NTCとなみビル2F

## 子会社
- 高律科(上海)信息系統有限公司/ QUALICA(Shanghai)INC.
- QUALICA Asia Pacific Pte. Ltd.